# Four Great Points
Four Great Points è un album del gruppo statunitense June of 44, pubblicato nel 1998 per l'etichetta Quarterstick.

## Tracce
1. Of Information & Belief – 6:57
2. The Dexterity of Luck – 6:09
3. Cut Your Face – 3:49
4. Doomsday – 4:20
5. Does Your Heart Beat Slower – 4:22
6. Lifted Bells – 6:25
7. Shadow Pugilist – 3:58
8. Air #17 – 6:48